# Tenares
Tenares è un comune della Repubblica Dominicana di 30.386 abitanti, situato nella Provincia di Hermanas Mirabal. Comprende, oltre al capoluogo, un distretto municipale: Blanco.